# Pheles melanchroia
Pheles melanchroia is een vlindersoort uit de familie van de prachtvlinders (Riodinidae), onderfamilie Riodininae.
Pheles melanchroia werd in 1865 beschreven door C. & R. Felder.